# Proyecto hidroeléctrico Los Blancos
El complejo hidroeléctrico Los Blancos es un proyecto de que constará de dos presas de embalse y dos centrales hidroeléctricas sobre el río Tunuyán, en la provincia de Mendoza, Argentina.
El complejo estará ubicado aguas arriba del Valle de Uco, a 42 km al oeste de la localidad de La Consulta.
Ambas centrales compartirán una planta transformadora de energía eléctrica y la red de cableados de alta tensión. Incluye las presas Los Blancos y Los Tordillos y sus respectivas centrales hidroeléctricas, llamadas Los Blancos I y Los Blancos II.
Las obras para este complejo fueron licitadas a principios de 2012 y, tras varias dilaciones, le fueron adjudicadas a la empresa Cartellone - OAS. En la segunda mitad del año 2013, la misma aún no había comenzado la obra.

## Características
El complejo estará compuesto de dos presas con sus respectivos embalses. El superior, llamado "Los Blancos", será mucho mayor en superficie y altura. El inferior, llamado "Los Tordillos", funcionará como dique derivador de agua para riego y consumo humano —para lo cual estará provisto de una toma para riego de 80 m³/s de capacidad— y como regulador del caudal del río.
Ambas presas serán de escollera de materiales rocosos compactados, con pantalla de hormigón. En los dos casos, las salas de máquinas y los demás componentes de la usina hidroeléctrica estarán ubicadas en caverna, por debajo de los niveles de agua embalsada, con túneles de acceso y restitución.
Los vertederos serán distintos en cada caso: en Los Blancos será de pozo y túnel, mientras que en Los Tordillos será de perfil libre y curvo, tipo Creager. El túnel de restitución de Los Blancos descargará prácticamente en la cola del embalse inferior; el túnel de restitución de éste descargará muy cerca de la actual presa derivadora de riego para el Valle de Uco.
Para alimentar la central Los Blancos I se utilizará un túnel de 10 800 m de largo, casi horizontal, seguido de una chimenea de equilibrio y un túnel en conducción forzada de 400 m de largo. La central Los Blancos I estará ubicada dentro de una caverna de 54 m x 19 m x 43 m, y estará dotada de dos turbinas Francis de 161 MW cada una, diseñadas para girar a 375 rpm. Un túnel de restitución devolverá el agua al cauce original del río, casi en el punto en que comienza el embalse Los Tordillos.
La central Los Blancos II será alimentada por un túnel ligeramente inclinado de 145 m de largo y un túnel vertical de 185 m de largo. La central hidroeléctrica, ubicada dentro de una caverna de 54  x 17 m x 18 m, equipada con dos turbinas Framcis de 81 MW cada una, diseñadas para girar a 375 rpm. El túnel de restitución mide 8100 m de longitud.
Ambos terraplenes requerirán un volumen total de 6 379 000 m³ de materiales, incluidos materiales sueltos y cubiertas de hormigón.
Una segunda opción que se ha evaluado es realizar las presas con escollera de roca y núcleo impermeable, de eje curvo.
Por último, el complejo requiere la construcción de una planta transformadora y una línea de alta tensión, de 500 KV de 35 km de longitud, hasta unirse con la red nacional de interconexión eléctrica.